# Hôtel de Laval
Pour les articles homonymes, voir Laval.
L'hôtel de Laval ou hôtel de Laval ou hôtel de la Grande-Rivière était un hôtel particulier situé au centre de Paris. Cet hôtel se situait sur l'emplacement de la cour d'honneur des Archives nationales (Hôtel de Soubise).
Il était situé Rue du Chaume, et faisait le coing de la rue de Paradis, où il y a une fontaine. Il était séparé de l'hôtel de Clisson par un cul-de-sac qui aboutissait à  l'hôtel de la Rocheguyon dans la Rue Vieille-du-Temple.

## Histoire et description
L'hôtel est cédé par Guy XVII de Laval à Jean II Brinon le 16 août 1545 pour 8000 livres. Ce dernier y demeure jusqu'à sa mort. L'hôtel passe ensuite à Charles de Lorraine.
Le 11 juin 1556, Charles de Lorraine fait donation de l'hôtel à son frère François de Guise, à sa belle-sœur Anne d'Este, et à leur fils Henri, prince de Joinville, sous conditions de substitution aux aisnés males des aisnés descendants desdits duc, et duchesse de Guise. Cette donation à mettre en regard de celle qui a lieu sur l'hôtel de Clisson. Les deux hôtels sont par la suite rattachés pour former le domaine des Guise.
Résidence de la fameuse famille des Guise au XVIe siècle, il devient un important lieu de pouvoir. Il est en grande partie restructuré par le duc de Guise et reconstruit pour devenir l'hôtel de Guise et actuel hôtel de Soubise.

Cour et péristyle
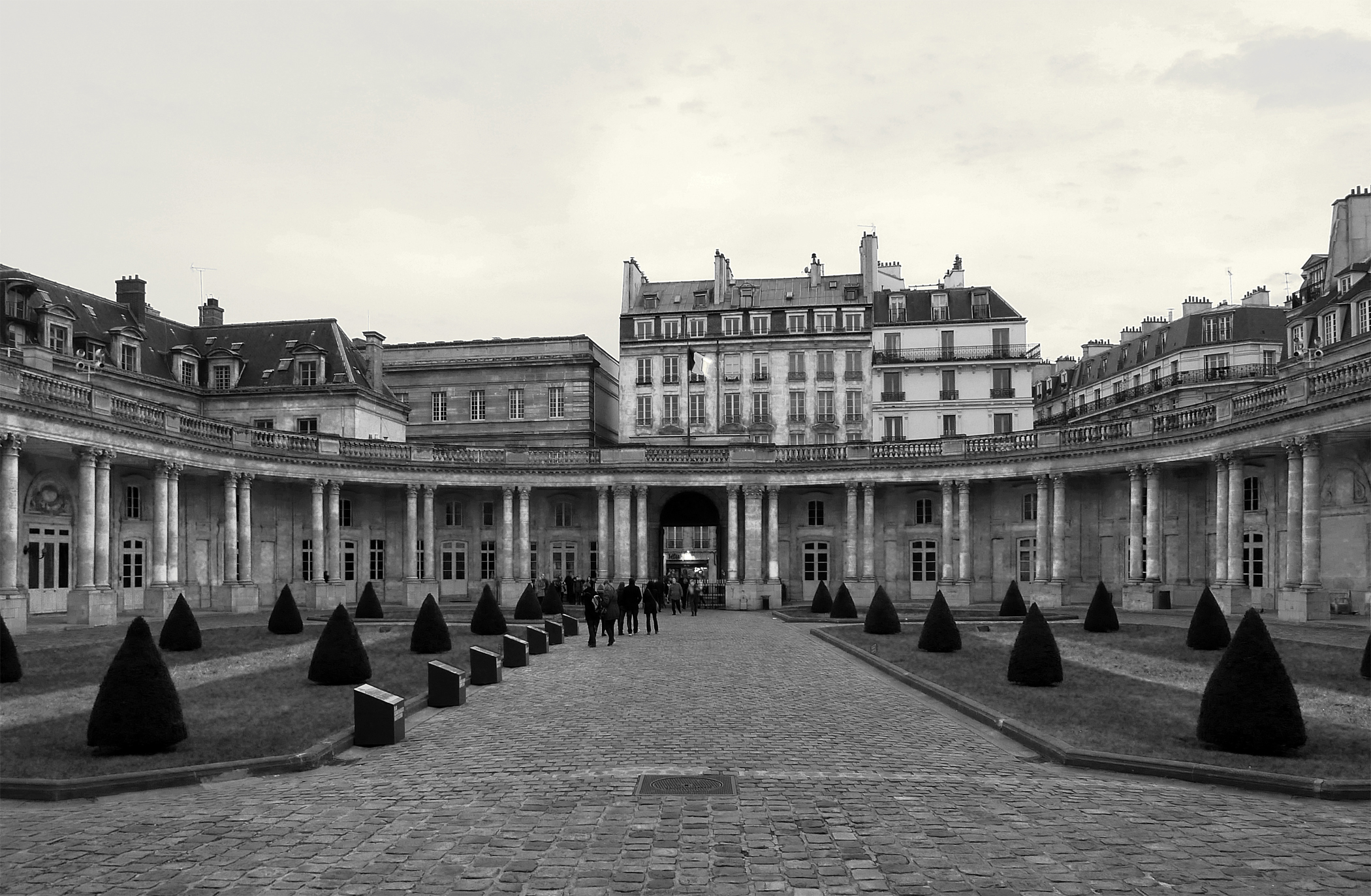
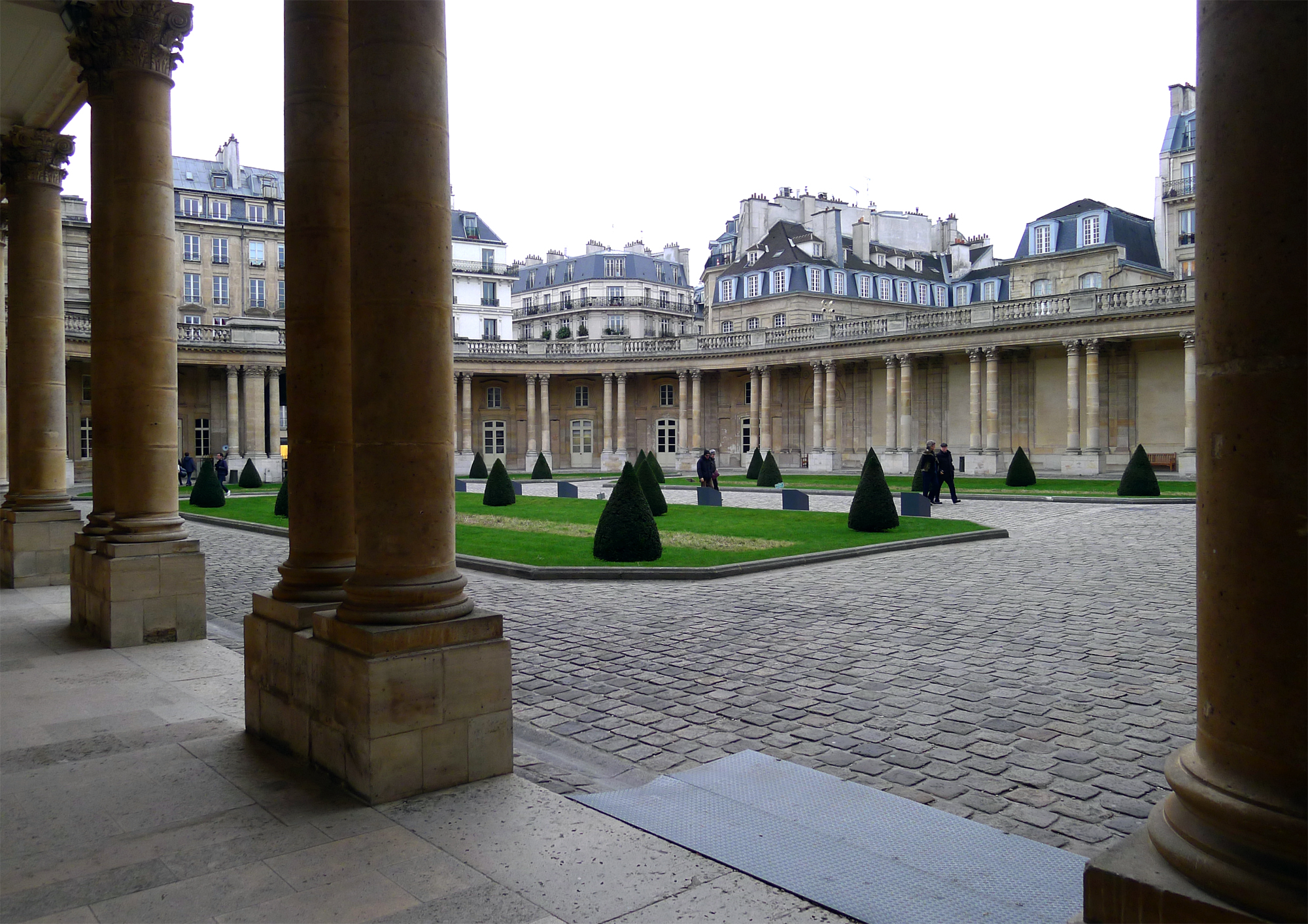